# Ljungbyfallet
Ljungbyfallet är ett kriminalfall där en fyraårig pojke dödades av en tioårig pojke i Ljungby. Det inträffade den 16 oktober 2011 då fyraåringen försvann från lekplatsen vid 17-tiden på eftermiddagen. Klockan 19.25 polisanmäldes försvinnandet och polisen inledde spaning med hundpatruller. Vid 22-tiden på kvällen hittade frivilliga som deltog i sökandet fyraåringen död i en skogsdunge bredvid Donationsgatan i Ljungby. Dagen efter inleddes en förundersökning om mord. Det stod snart klart att det var tioåringen som dödat fyraåringen.

## Mordutredning
Informationschefen Robert Loeffel hos Kronobergspolisen uppgav att obduktionsresultat visade att fyraåringen bragts om livet. Hur det gick till och vilka skador pojken hade hemlighölls. I samband med försvinnandet uppgavs att offret blivit osams med ett annat barn på den lekplats där barnen befann sig.
Den 19 oktober uppgav TT att polisens hetaste spår var att ett annat barn dödat den fyraårige pojken. Ett trettiotal poliser arbetade med fallet och åtta personer från riksmordkommissionen och rikskrims gärningsmannaprofilgrupp med polisiär, teknisk, medicinsk och psykologisk expertis kopplades in för att lösa fallet.
En tioårig pojke blev tidigt intressant i utredningen, enligt polisen. Den 19 oktober begärde vice chefsåklagare Yvonne Rudinsson att tioåringen skulle få ett juridiskt biträde. Den 14 december offentliggjordes det att den fyraårige pojken strypts med ett hopprep av den tioårige pojken. Offentliggörandet kom efter att tioåringen i förhör berättat för polisen vad som hänt den 16 oktober, dagen då fyraåringen försvann. Inget annat barn var aktuellt som misstänkt i utredningen, enligt vice chefsåklagare Yvonne Rudinsson.
Polisen och vice chefsåklagare Yvonne Rudinsson ansåg efter förhören med tioåringen fallet som uppklarat. Utredningen bestod av drygt 3 000 sidor utredningsmaterial och man höll cirka 540 förhör, varav minst 65 förhör var med barn i åldrarna 5 till 15 år, uppgav polisen.
Då gärningspersonen var ett barn under 15 år väcktes inget åtal i fallet, utan fallet överlämnades till socialtjänsten.

## Liknande fall
Barn har förekommit som gärningspersoner i sex mordutredningar i Sverige mellan 1990 och 2011, Ljungbyfallet inräknat: två som varit 15 år, en som varit 14 år, en som varit 12 år, en som varit 10 år (Ljungbyfallet) samt 7- och 5-åringarna i Kevinfallet i Arvika. De misstänkta i Kevinfallet friades dock i mars 2018 från alla misstankar, 20 år efter dödsfallet.